# Tarlatan
Tarlatan er et tyndt, stift og stormasket stof, typisk af hvid bomuld, der udover at blive brugt til balkjoler og balletskørter, anvendes til at aftørre trykpladen for overskydende trykfarve indenfor den grafiske teknik dybtryk. 
Tarlatanens stivelse bevirker, at trykfarven ikke så let suges op fra linjer og fordybninger under aftørringen. Stoffet er stærkt, fnugger ikke og har med de store masker desuden den fordel, at det kan holde på endog meget store mængder af trykfarve, førend det må kasseres. 
Før tarlatanen tages i brug til aftørring, krølles og nulres den grundigt, så stivelsen blødgøres, og stoffet bliver modtageligt for trykfarve.
Oprindelse: Frankrig ca. 1720-30. Efter sigende udviklet efter lignende stof importeret fra Indien.

## Andre anvendelser
- Mode - Beklædning

Indenfor mode har tarlatan siden ca. 1720-30 været benyttet til store, fyldige balkjoler og balletskørter. Stoffet er velegnet til at fastholde formen pga. indholdet af stivelse.
- Teater - Kostumer - Scenografi
- Bogbinding - Forstærkning af bogrygge

## Alternative betegnelser
- Tarlaton (engelsk)
- Printing muslin (engelsk)
- Scrim (engelsk)
- Tarlatane (fransk)
- Tarlatan / Grogram (Webside ikke længere tilgængelig) (tysk)
- Tela tarlatana (italiensk)
- Tarlatana ell. tarlatán (spansk)
- Gaze
- Stivet ostelærred

## Materialer til brug ved indsværtning og aftørring af trykplade
- Trykplade, klargjort med motiv

- 2-3 stk. tarlatan revet/klippet ud i en anseelig størrelse. Størrelsen er individuel men en retningslinje kan være ca. 70 x 70 cm. Hav gerne 2-3 stk. tarlatan til hver trykfarve

- Spartel og evt. dabber

- Blødt rent bomuldsstof til aftørring af kanter

- Handsker

- Avispapir

- Madpapir/mellemlægspapir, papir fra gammel telefonbog eller lignende til aftørring

- Kridt

- Varmeplade

## Fremgangsmåde ved påføring af trykfarve
1. Opvarm trykpladen på en varmeplade. Varmen gør trykfarven lind og medgørlig, og den lægger sig nemmere i fordybningerne og er lettere at tørre af efterfølgende
2. Trykpladen lægges på avispapir og påføres trykfarve med f.eks. en valse, plastic- eller gummispartel eller et stykke stift karton
3. Trykfarven fordeles på hele pladen i alle retninger
4. Hvis der er store mængder af overskydende trykfarve på overfladen, skrabes den sammen og fjernes ligeledes med spartel eller karton. Gemmes til senere brug
5. Trykfarven arbejdes godt ned i pladens linjer og fordybninger med en dabber eller et lille stykke farvemættet tarlatan og presses ned med faste, cirkulære håndbevægelser. Ved fintætset blødgrund og akvatinte bliver resultatet bedst af at afkøle pladen efter påføring af farven, idet man ved den efterfølgende aftørring kan risikere at tarlatanen trækker for megen farve op af de fine fordybninger[2]

## Fremgangsmåde ved aftørring med tarlatan
1. Krøl et stykke tarlatan godt sammen og form det til en luftig, rund bold, der ligger godt i hånden
2. I aftørringsprocessen benyttes 2-3 stykker tarlatan: I starten er det bedst at bruge et stykke, der har været brugt før, og som indeholder en større mængde trykfarve. Et nyt, rent stykke tarlatan risikerer at fjerne for megen farve fra pladen på dette stadium, så det bør dubbes i lidt trykfarve inden brug
3. Aftør pladen med lette, cirkulære bevægelser. Lidt efter lidt kommer motivet til syne på pladen
4. Når tarlatanen er meget farvemættet på det benyttede område, udfoldes stoffet og strækkes i alle retninger. Derved kan det fortsat suge en masse trykfarve
5. Vend trykpladen. Med en klud fjernes den trykfarve, der uundgåeligt sætter sig på bagsiden. Lægges derefter på rent avispapir med forsiden opad
6. Genoptag aftørringen med et stykke tarlatan, der er renene end det foregående. For ikke at trække trykfarven op af fordybningerne skal håndens pres ned på pladen være mindre end ved den første aftørring
7. Pladen kan evt. aftørres med et tredje stykke tarlatan, der indeholder mindre trykfarve end de to foregående. Dette er en smagssag
8. Efter aftørring med tarlatan kan man eftertørre med madpapir/mellemlægspapir eller papir fra en gammel telefonbog. Benyt håndfladen for at sikre en jævnt udseende aftørring og før papiret rundt på pladen med lette cirkulære bevægelser. Med fingerspidserne kan man styre aftørringen på særlige steder af pladen. Ved øget pres af håndfladen/fingerspidserne fjernes der mere trykfarve fra pladen
9. Nogle grafikere foretrækker at slutte af med en håndaftørring med kridt for at få et rent, hvidt tryk. Kridt fjerner den sidste rest af film efterladt af trykfarven, som ellers vil give det grafiske tryk en gråtone på overfladen, også kaldet tryktonen. Der findes mange forskellige foranstaltninger til denne del af processen. Nogen har en kridtblok, andre en fastmonteret filtplade, hvorpå kridtet strøs. Tag en smule kridt på den nederste del af håndfladen og tør hånden af i en klud eller på forklædet for at fjerne overskydende kridt. Der skal kun ligge et let støvet lag på håndfladen, da kridtet ellers kan lægge sig i fordybningerne og forhindre trykfarven i at blive trukket op i papiret under trykningen. Aftørringen kræver lidt øvelse. Pladen hviler på den hånd, man ikke skal aftørre med, alternativt ligger den på bordet. Med lette fejende bevægelser, hvor håndfladen rammer pladen, fjernes den sidste rest af trykfarve. Gentag processen med påføring af kridt og håndaftørring til resultatet er tilfredsstillende.
10. Pladekanten tørres grundigt af med en blød bomuldsklud for ikke at efterlade sorte kanter på det endelige tryk.
11. Til sidst kan man intensivere virkningen af trykfarven ved at føre et stykke tarlatan ganske let henover overfladen. Dette trækker farven frem[2].

VIGTIGT ved brug af tarlatan sammen med olieholdige produkter:
Pga. olieindholdet i trykfarven er der risiko for varmeudvikling og selvantænding i farvemættet tarlatan. Efterlad derfor ikke sammenkrøllet tarlatan i et lukket rum men ophæng den, så luften kan cirkulere gennem stofmaskerne, til den skal bruges igen.
Tarlatanen kan benyttes til aftørring, indtil den føles tung og ikke kan rumme mere trykfarve. Da kasseres den og puttes i en brandsikker beholder.